# Jamie Masters
James Edward „Jamie“ Masters (* 14. April 1955 in Toronto, Ontario) ist ein ehemaliger kanadischer Eishockeyspieler, der im Verlauf seiner aktiven Karriere zwischen 1972 und 1987 unter anderem 35 Spiele für die St. Louis Blues in der National Hockey League sowie weitere 227 Partien für den SB Rosenheim in der Eishockey-Bundesliga auf der Position des Verteidigers bestritten hat.

## Karriere
Nach einer starken Zeit bei den Junioren, in der Masters bei den Ottawa 67’s unter anderem gemeinsam mit Peter John Lee gespielt hatte, zog der Verteidiger die Aufmerksamkeit der großen Clubs auf sich. Im NHL Amateur Draft 1975 sicherten sich die St. Louis Blues in der zweiten Runde an 35. Position die Rechte an ihm, während man in der World Hockey Association bereits in der ersten Runde an zwölfter Stelle des WHA Amateur Draft 1975 die Rechte an ihm vergab.
Gleich zu Beginn der Saison 1975/76 stand Masters im Kader der Blues und debütierte am 8. Oktober im Spiel bei den Detroit Red Wings. Nach fünf Spielen wurde er ins Farmteam zu den Providence Reds geschickt, wo er unter anderem mit Greg Holst und Lynn Powis zusammenspielte. Ende Februar kam er noch einmal für zwei Spiele zurück zu den Blues. Die folgende Spielzeit startete er bei den Kansas City Blues, gemeinsam mit weiteren Talenten der St. Lous Blues wie Bernie Federko, Brian Sutter und Rick Bourbonnais. Das Team dominierte die Central Hockey League, doch noch bevor das Team sich in den Playoffs den Adams Cup sichern konnte, waren die meisten Talente in die NHL aufgerückt. So spielte auch Masters die letzten 16 Saisonspiele der Saison 1976/77 in der NHL und konnte am 15. März bei einer 1:4-Niederlage gegen die Toronto Maple Leafs sein einziges NHL-Tor erzielen. Es folgten zwei Spielzeiten bei den Salt Lake Golden Eagles, bei denen er unter anderem mit Tony Currie zusammenspielte. In die Saison 1978/79 startete er wieder in St. Louis, nach zehn Spielen war das Kapitel NHL jedoch für ihn abgeschlossen. Nach der Wahl im NHL Expansion Draft 1979 folgten noch kurze Engagements bei den Cincinnati Stingers und den Syracuse Firebirds in den Minor Leagues, bevor es ihn nach Europa zog.
Ab der Saison 1980/81 spielte der Kanadier für den SB Rosenheim. Er zählte in dieser Zeit zu den stärksten Verteidigern der Liga und konnte mit den Rosenheimern in der Saison 1981/82 den Meistertitel gewinnen. Im Jahr darauf kam mit Rick Bourbonnais ein alter Bekannten nach Rosenheim. Mit dem Gewinn der Meisterschaft in der Spielzeit 1984/85 endete seine Zeit in Deutschland. Mit inzwischen 30 Jahren wurde er vom EC Villacher SV aus Österreich verpflichtet, bei dem er nach zwei Spielzeiten seine Karriere beendete.

## Erfolge und Auszeichnungen
- 1977 Adams-Cup-Gewinn mit den Kansas City Blues
- 1982 Deutscher Meister mit dem SB Rosenheim
- 1985 Deutscher Meister mit dem SB Rosenheim